# Phyllostomus discolor
Phyllostome coloré
Espèce
Statut de conservation UICN

 LC  : Préoccupation mineure
Le Phyllostome coloré (Phyllostomus discolor) est une espèce de chauves-souris de la famille des Phyllostomidae.

## Liste des sous-espèces
Selon Mammal Species of the World (version 3, 2005)  (22 décembre 2015) :
- Phyllostomus discolor discolor Wagner, 1843
- Phyllostomus discolor verrucosus Elliot, 1905

## Répartition
Cette espèce vit en Amérique centrale et en Amérique du Sud.